# لوئیس بالهام
لوئیس بالهام (انگلیسی: Lewis Ballham; c. 1864 – ۱۹۴۸ (۸۳−۸۴ سال)) بازیکن فوتبال اهل بریتانیا بود.
از باشگاه‌هایی که در آن بازی کرده‌است می‌توان به باشگاه فوتبال پورت ویل و باشگاه فوتبال استوک سیتی اشاره کرد.